# Route nationale 5 (Cameroun)
Pour les articles homonymes, voir Route nationale 5.
La route nationale 5 est une route camerounaise reliant Békoko à Bandjoun en passant par Loum, Nkongsamba et Bafang. Sa longueur totale est de 219 km,. Elle se trouve aujourd'hui dans un état de dégradation avancé entre Bomono et Nkongsamba.

## Tracé
Entre Békoko et Bandjoun, la route traverse quatre départements et dessert les localités et points remarquables suivants :

### Moungo
- Békoko, échangeur sur la route nationale 3, km 0
- Bomono Gare , km 6,4
- Souza , km 14
- Mbanga , km 48
- Njombé, km 62
- Penja, km 70
- Loum, km 81
- Manjo , km 101
- Ebonè, km 110
- Nkongsamba, km 122
- Baré-Bakem, km 130
- Melong , km 142
- Pont-Nkam, franchissement de la rivière Nkam, km 146

### Haut-Nkam
- Kekem, km 150
- Bafang, km 173
- Bandja, km 190

### Hauts-Plateaux
- Batié, km 206
- Baham, km 212

### Koung-Khi
- Pète-Bandjoun, Route nationale 4, km 220